# 若木民喜
若木民喜（日语：／ Wakaki Tamiki，1972年5月9日—），日本男性漫畫家。出身於大阪府池田市，在大阪府立北野高等学校畢業、在京都大學文学部哲学科畢業。

## 經歷
1993年以《光陽高校合戰繪卷》（光陽高校合戦絵巻）入選第33回小學館新人漫畫大賞。之後成為武村勇治的助手從中學習，直到2006年時在《週刊少年Sunday》的第1號到第51號上初次連載《聖結晶傳說》（聖結晶アルバトロス），自得獎到連載花了13年的時間算是少見的。自《週刊少年Sunday》2008年第19號開始連載《只有神知道的世界》。

## 作品

### 連載作品
- 聖結晶傳說（日语：聖結晶アルバトロス）（《週刊少年Sunday》2006年1號～51號，、的連載化）全5冊，尖端出版代理台灣中文版譯為《聖結晶傳說》，文化傳信代理香港中文版譯為《聖結晶風雲錄》
- 只有神知道的世界（《週刊少年Sunday》2008年19號～2014年21號，的連載化）全26冊，尖端出版代理台灣中文版
- （《周刊少年Sunday》2015年19号～2016年48号）全7冊，尖端出版代理台灣中文版
- 螺丝钉人（ねじの人々）（《裏Sunday（日语：裏サンデー）》·《MangaONE》2015年2月25日 - 2017年12月、全3巻）
- K.O.I 偶像之王（《週刊少年Sunday》2017年24号 - 2018年44號、全6冊）
- 聽說你們要結婚！？（《Big Comic Spirits》2020年16号 - 2023年28号、全11冊）
- 16bit的感動 我和大家一起製作的美少女遊戲（16bitセンセーション 私とみんなが作った美少女ゲーム）（KADOKAWA 漫畫担当）

### 單篇作品
- （《少年Sunday特別增刊R》2000年1月10日號）
- （《週刊少年Sunday超增刊》2001年3月號）
- （《週刊少年Sunday超增刊》2002年2月號）
- （《週刊少年Sunday超增刊》2002年10月號）
- （《週刊少年Sunday超增刊》2004年2月號）
- （《週刊少年Sunday》2004年27號）
- （《週刊少年Sunday超增刊》2007年GW號）
- （《週刊少年Sunday》2007年32號初出，《週刊少年Sunday超》2010年11月號再收錄）
- 星际蛋糕店（洋菓子店ギャラクシー）（《周刊少年Sunday》2014年36・37合并号）

## 逸話
- 與江尻立真（《P2! - let's Play Pingpong! -》作者）、黑丸（《詐欺獵人》作畫）是下積時代的朋友。曾經幫忙畫「P2!」23話背景畫面。
- 另外與、十神真（《學園歌劇!》漫畫版作者）、吉祥寺笑交情也很好。
- 與青山剛昌為艦娘同好。

## 興趣
- 日本職業足球聯賽成立後是出身地大阪飛腳的球迷。
- 生死格鬥系列的爱好者。

### 網誌「HoneyDipped」
- 若木民喜經營的網誌，在2006年11月22日公開（《聖結晶傳說》最終回發表的同日）。
- 2ch以及NICONICO動畫[1]的使用者。

## 師父
- 武村勇治

## 註解
1. ↑  4/4：アイマスでござるよ、ニンニン

## 關聯條目
- 江尻立真
- 黑丸

## 外部連結
- まんが家BACKSTAGE -若木民喜- （页面存档备份，存于）（日語）
- :: HoneyDipped :: （页面存档备份，存于）（日語）
- 若木民喜的X（前Twitter）